# Air Dingin (Kaur Selatan)
Air Dingin is een bestuurslaag in het regentschap Kaur van de provincie Bengkulu, Indonesië. Air Dingin telt 864 inwoners (volkstelling 2010).